# .sa
A .sa Szaúd-Arábia internetes legfelső szintű tartomány kódja, melyet 1996-ban hoztak létre.
Lehetőség van második szintű domain nevek alá regisztrálni is.
- com.sa: Kereskedelmi szervezetek és bejegyzett márkák részére
- edu.sa: Oktatási intézmények részére
- sch.sa: Általános és középiskolák részére
- med.sa: Egészségügyi intézmények részére
- gov.sa: Kormányzati oldalak számára
- net.sa: Internettel összefüggő oldalaknak
- org.sa: Nonprofit szervezeteknek
- pub.sa: Egyéb szervezetek vagy személyek számára